# Magwe (prowincja)
Magwe (birm. မကွေးတိုင်းဒေသကြီး /məɡwé táiɴ dèθa̰ dʑí/, ang. Magway Region) – jedna z prowincji w Mjanmie (Birmie), ze stolicą w Magwe.
Prowincja Magwe znajduje się w suchej strefie Mjanmy, w cieniu opadowym Gór Arakańskich.
Prawie całą miejscową ludność stanowią Birmańczycy.
Około połowy gruntów rolnych przeznaczonych jest na uprawę ryżu. Prowincja jest największym w Mjanmie producentem prosa i orzechów ziemnych oraz drugim pod względem wielkości producentem sezamu, bawełny i fasoli. 
Na miejscowy przemysł składają się rafinerie ropy naftowej, cementownie, młyny, tłocznie oleju, fabryki nawozów sztucznych i maszyn. Ważną rolę odgrywa też przemysł drzewny.